# Nadav Cohen
Nadav Cohen (hebräisch נדב כהן; * 18. Oktober 2002 Tel Aviv, Israel) ist ein israelischer Handballspieler, der für die israelische Nationalmannschaft aufläuft.

## Karriere

### Im Verein
Cohen begann das Handballspielen in der dritten Klasse, nachdem sich ein Handballtrainer in seiner Schulklasse nach Linkshändern erkundigt hatte. Später lief er für den israelischen Verein Urbani Rechovot auf. Im Februar 2021 absolvierte der Außenspieler ein Probetraining beim deutschen Zweitligisten TV Großwallstadt. Cohen spielte in der Saison 2021/22 beim israelischen Erstligisten Hapoel Rischon LeZion. Im Sommer 2022 unterschrieb er einen Vertrag beim deutschen Zweitligisten VfL Lübeck-Schwartau. Nachdem Cohen in der Hinrunde der Saison 2022/23 hauptsächlich per Zweitspielrecht für den Drittligisten HSG Ostsee N/G aufgelaufen war, gehörte er ab dem Januar 2023 fest dem Kader des VfL Lübeck-Schwartau an. Cohen schloss sich im Sommer 2023 dem französischen Zweitligisten Caen Vikings an. Im Sommer 2024 kehrte er zum VfL Lübeck-Schwartau zurück.

### In Auswahlmannschaften
Cohen gehörte dem Kader der israelischen Jugend- und Juniorennationalmannschaft an. Mit der Jugendnationalmannschaft belegte er den 14. Platz bei der U-19-Europameisterschaft 2021. Cohen erzielte im Turnierverlauf 34 Treffer. Schon während seiner Zeit in der Juniorenauswahl absolvierte er seine ersten Länderspiele für die israelische A-Nationalmannschaft.